# Seseli peucedanoides
Gasparrinia peucedanoides · Séséli faux peucédan, Séséli verdâtre, Gasparrinie faux peucédan
Espèce
Seseli peucedanoides (syn. Gasparrinia peucedanoides), le Séséli faux peucédan, Séséli verdâtre ou la Gasparrinie faux peucédan, est une espèce de plantes à fleurs de la famille des Apiaceae. C'est une plante herbacée originaire d'Europe et du Moyen-Orient.

## Description

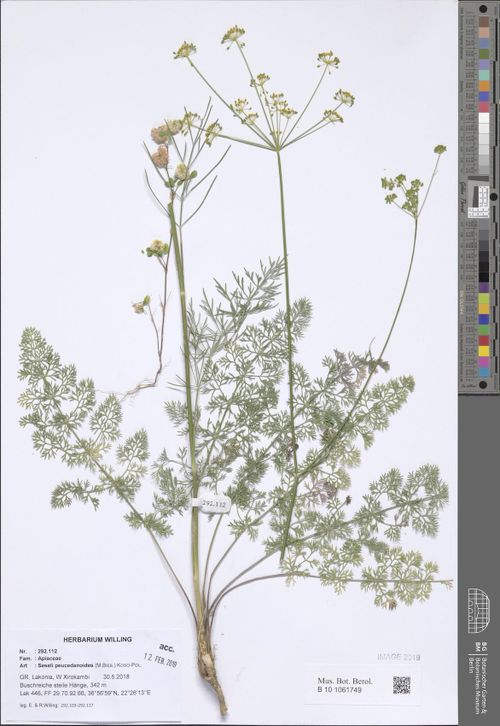
Spécimen d'herbier collecté en Grèce.

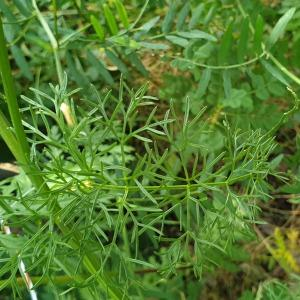
Feuilles.

C'est une plante vivace frêle de 50 cm à 1 m de haut, d'un vert clair, à souche en fuseau, munie de stolons. La tige est striée, un peu anguleuse, nue et simple à la base, feuillée dans le haut. Les feuilles inférieures sont bipennatiséquées, à segments divisés en lanières courtes, linéaires, mucronulées, à nervures opaques.

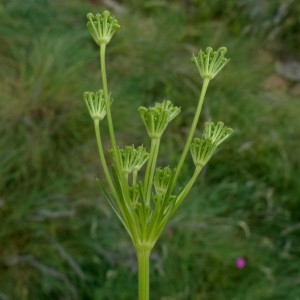
Ombelles.

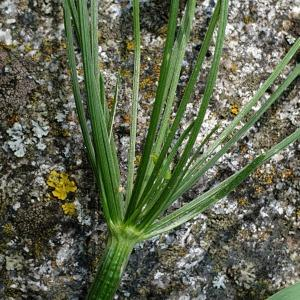
Détail des rayons d'une ombelle.

Les fleurs sont verdâtres, disposées en ombelles de 10 à 15 rayons, les intérieurs deux à trois fois plus courts que les extérieurs. L'involucre et l'involucelle ont cinq à sept folioles apiculées, inégales. Les pétales ont la nervure dorsale glabre. Les styles sont plus courts que le stylopode. Le fruit est ovoïde, sillonné de vallécules à deux à quatre bandelettes bien distinctes.

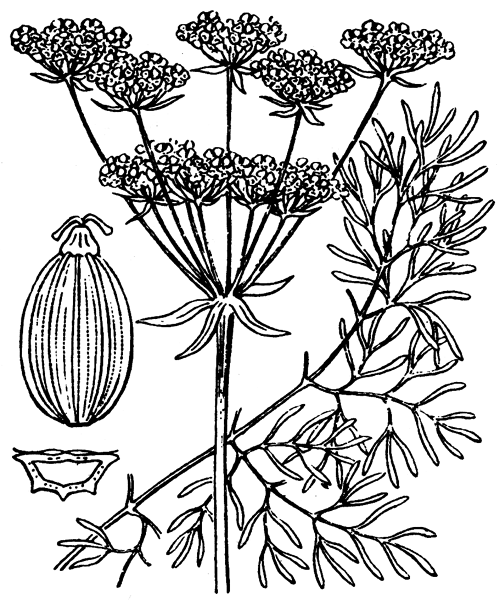
Illustration botanique par Hippolyte Coste dans sa Flore de France (dans laquelle l'espèce est nommée Silaus virescens).

Cette espèce est difficile à déterminer ce qui fait que son placement dans un genre varie selon les auteurs : chronologiquement Sium, Selinum, Peucedanum, Bunium, Gasparrinia (dont toutes les espèces sont depuis classées synonymes de Seseli peucedanoides), Silaus et Seseli. Il existe donc de nombreux synonymes (voir infra).

## Habitat et répartition

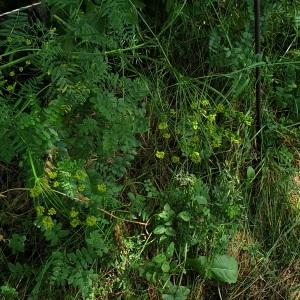
Plante photographiée à Font-Romeu (Pyrénées-Orientales, France).

Cette espèce pousse dans les bois et coteaux rocailleux, surtout calcaires. Elle est présente en Europe et en Moyen-Orient, à l'ouest jusqu'en France métropolitaine, au nord jusqu'au sud de la Russie européenne, à l'est et au sud jusqu'en Iran, en passant par l'Italie, les Carpates, les Balkans, la Turquie et le Caucase.
En France, elle est rare et se limite aux pelouses et ourlets thermophiles neutro- à basiphiles de Bourgogne, du Massif central, des Pyrénées-Orientales et elle est très rare dans les Alpes-de-Haute-Provence.

## Systématique
Le nom correct complet (avec auteur) de ce taxon est Seseli peucedanoides (M.Bieb.) Koso-Pol., 1916,,, ou Gasparrinia peucedanoides (M.Bieb.) Thell., 1926, (ou sa variante orthographique : Gasparinia peucedanoides (M.Bieb.) Thell., ; l'orthographe originale est avec deux « r » dans la publication originale du genre). L'espèce a été initialement formellement décrite dans le genre Bunium sous le basionyme Bunium peucedanoides M.Bieb., par le naturaliste allemand Friedrich August Marschall von Bieberstein, en 1808.

### Noms communs
Elle se nomme en français « Séséli faux peucédan,, », « Séséli verdâtre,, » ou « Gasparrinie faux peucédan ».

### Synonymes
Seseli peucedanoides a pour synonymes :
(synonymes homotypiques)
- Bunium peucedanoides M.Bieb., 1808) (basionyme)
- Foeniculum peucedanoides (M.Bieb.) Benth. & Hook.f. ex Janka, 1878
- Gasparinia peucedanoides (M.Bieb.) Thell., 1926
- Silaum peucedanoides (M.Bieb.) M.Hiroe, 1979

(synonymes hétérotypiques)
- Bunium virescens DC., 1828
- Carum olympicum Boiss., 1888
- Cnidium virescens Bubani, 1899
- Foeniculum virescens (DC.) Benth. & Hook.f. ex Arcang., 1882
- Gasparinia donetzica Dubovik, 1964
- Gasparinia elegans Dubovik, 1964
- Gasparinia virescens (Spreng.) Bertol., 1839
- Peucedanum alpestre Steven ex DC., 1830, nom invalide
- Peucedanum carvifolium M.Bieb. ex Ledeb., 1844, nom invalide
- Peucedanum tauricum Desf., 1829), nom illégitime
- Peucedanum xantholeucum Freyn & Sint., 1892
- Selinum rochelii Heuff. ex Rochel, 1838
- Seseli elegans Schischk., 1950
- Seseli virescens (Spreng.) Beck, 1895
- Silaum tenellum (Velen.) M.Hiroe, 1979
- Silaus banaticus Borbás, 1884
- Silaus carvifolius C.A.Mey., 1831
- Silaus gasparinii Nyman, 1855
- Silaus peucedanoides Boiss., 1872, nom. illégitime
- Silaus rochelii (Heuff. ex Rochel) Simonk., 1887
- Silaus tenellus Velen., 1922
- Silaus virescens (Spreng.) Boiss., 1844
- Sium cordiennii Loisel., 1827
- Sium virescens Spreng., 1818